# Ludzie jak bogowie (powieść Herberta George’a Wellsa)
Ludzie jak bogowie (tyt. oryg. Men Like Gods) – powieść science fiction Herberta George’a Wellsa opublikowana w 1923.
W polskim przekładzie Janiny Sujkowskiej ukazała się po raz pierwszy w 1928 r. w serii Biblioteka Groszowa.

## Fabuła
Ziemianie trafiają do świata równoległego, którego mieszkańcy wyprzedzają społeczeństwa naszej planety o wiele lat. Jest to typowa utopia. Nie ma tam już chorób, wojen, niesprawiedliwości, a mieszkańcy bez przeszkód mogą rozwijać swe osobowości.
Wells obnaża w powieści absurdy rządzące Ziemią XX wieku. 

## Wpływ na kulturę
Tytuł powieści wszedł do kanonu literatury i był często wykorzystywany i transformowany.
Radziecki pisarz Siergiej Sniegow nazwał tak samo swoją powieść, inny rosyjski pisarz Kirył Bułyczow jeden ze zbiorów opowiadań o Wielkim Guslarze zatytułował Ludzie jak ludzie, zaś Marcin Wolski napisał powieść Bogowie jak ludzie.
W 1932 r. Aldous Huxley wydał powieść Nowy wspaniały świat, która była antyutopijną polemiką z książką Wellsa.